# Marek Siwek
Marek Siwek (ur. 13 czerwca 1958, zm. 13 września 2012 w Poznaniu) – polski  niepełnosprawny wokalista i autor tekstów, znany m.in. ze współpracy z zespołem Lombard.
Po ukończeniu Studium Piosenkarskiego w Poznaniu rozpoczął pracę na estradzie. Chorował na stwardnienie rozsiane i w związku z tym poruszał się na wózku inwalidzkim. Walczył też z nowotworem. W 1994 roku nawiązał współpracę z Grzegorzem Stróżniakiem. Rezultatem ich współpracy była płyta Białe sale wydana w roku 1998 przy okazji koncertu „Symbioza” na poznańskiej Malcie. W 2000 roku Marek Siwek był nominowany do tytułu „Człowieka roku” magazynu TVP Poznań „Wyzwanie”. W 2009 nominowano go do przyznawanej przez Polskie Towarzystwo Stwardnienia Rozsianego nagrody im. Jamesa D. Wolfensohna. Wystąpił gościnnie na wydanym w 2012 roku albumie grupy Lombard, zatytułowanym Show Time, w utworze „Pod skórą”, którego był współautorem. 
Zmarł 13 września 2012 roku. Pochowany został na cmentarzu Jeżyckim w Poznaniu.

## Albumy
- Białe sale (1998)
- Lombard Show Time (2012) (gościnnie[5])